# Козярський Богдан Іванович
Козярський Богдан Іванович (*16 березня 1931, с. Горбків Сокальського району Львівської області — †18 грудня 2017) — український вчитель, письменник, драматург, політик. Депутат Верховної Ради України від Червонограда (1990—1994).
Народився 16 березня 1931 року в с. Горбків Сокальського р-ону Львівської обл., в селянській сім'ї, українець, освіта вища, філолог, старший вчитель, вчитель-методист Львівський державний університет імені І.Франка.

## Кар'єра
- До 1945 навчався в Сокальській гімназії.
- 1945 рік — Учень Сокальського педучилища.
- 1948 рік — Вчитель німецької мови, фізики та географії Немилівської семирічної школи Радехівського р-ону.
- 1949 рік — Вчитель Стенятинської семирічної школи Сокальського р-ону.
- 1951 рік — Служба в Радянській Армії.
- 1952 рік — Вчитель, завуч Горбківської середньої школи.
- 1954 рік — Вчитель Стенятинської восьмирічної школи Сокальського р-ону.
- 1964 рік — Актор Червоноградського народного театру, Львівська обл.,
- 1965 рік — Вчитель школи N7; вчитель, вчитель української мови та літератури СШ N11 м. Червонограда.
- 1989 рік — Голова Товариства української мови м. Червонограда.
- 1994 рік — Доцент кафедри українознавства українського інституту підвищення кваліфікації керівних кадрів освіти.

## Політична діяльність
Член НРУ; голова місцевого осередку Товариства української мови ім. Т. Г. Шевченка; депутат міської Ради, секретар УХДП.
Висунутий кандидатом у народні депутати Товариством «Просвіта» ім. Т. Г. Шевченка.
04.03.1990 обраний Народним депутатом України, 1-й тур 67.14 % голосів, 8 претендентів. Червоноградський виборчий округ N 268.
Входив до Народної Ради, фракція Народного руху України. Секретар Комісії ВР України з питань народної освіти і науки.
Прийняв депутатські повноваження: 15 травня 1990, Припинив депутатські повноваження: 10 травня 1994.
Помер 18 грудня 2017 року. Похований у Горбкові.

## Відзнаки
- Нагороджений почесною грамотою Міністерства освіти УРСР, «Відмінник народної освіти»,
- Лауреат Всесоюзної педагогічної премії ім. Н. К. Крупської.